# Ескенебулагы
Ескенебулагы (каз. Ескенебұлағы) — село в Аягозском районе Абайской области Казахстана. Входит в состав Мынбулакского сельского округа. Код КАТО — 633471300.

## Население
В 1999 году население села составляло 156 человек (86 мужчин и 70 женщин). По данным переписи 2009 года, в селе проживало 113 человек (62 мужчины и 51 женщина).